# Zdeněk Škára
Zdeněk Škára, född den 23 februari 1950 i Olomouc, Tjeckien, död den 21 oktober 2010, var en tjeckoslovakisk handbollsspelare.
Han tog OS-silver i herrarnas turnering i samband med de olympiska handbollstävlingarna 1972 i München.